# Cá chìa vôi biển
Cá chìa vôi biển hay còn gọi là cá chìa vôi (Danh pháp khoa học: Proteracanthus sarissophorus) là một loài cá nước lợ và nước biển, loài duy nhất của chi Proteracanthus trong họ Ephippidae.

## Phân bố
Trên thế giới, cá phân bố ở Indonesia, Malaysia, Singapore, Philippines, Campuchia . Ở Việt Nam nó được tìm thấy tại Cửa Soài Rạp, Nhà Bè, và chỉ sống ở vùng ngã ba cửa biển. Ở Việt Nam, cá chìa vôi sống ở vùng nước xoáy, nơi hợp lưu của sông Sài Gòn và sông Đồng Nai, nơi có cả dòng nước mặn, nước lợ và nước ngọt. Đến nay, chỉ có vùng sông Nhà Bè có cá chìa vôi, cá chọn vùng ranh giữa hai con sông làm nơi sinh sống. Đây là loài cá đứng trước nguy cơ tuyệt chủng và là một loại cá hiếm ở Việt Nam. Đây cũng là đặc sản của Nhà Bè.

## Đặc điểm
Chiều dài tối đa 32,5 cm. Vây lưng: tia gai: 10, tia mềm 14-16. Vây hậu môn: tia gai 3, tia mềm 13-15. Mặt lưng màu nâu ánh xanh lục, hai bên sườn nhạt màu hơn, phía dưới màu trắng bạc, các vảy với gờ sẫm màu, tạo thành các đường dọc sẫm màu. Thân hình thuôn dài và ép dẹp, chiều sâu cơ thể 48-53% chiều dài tiêu chuẩn (SL). Chiều dài đầu 27-29% SL. Mặt cắt đầu phần lưng cong đều từ mõm đến gốc vây lưng. Miệng ở gần tận cùng, hàm trên không thò ra được, hơi nhô ra phía trước hàm dưới. Các hàm với các dải răng ba chỏm thanh mảnh, dẹt, chỏm giữa hơi dài hơn hai chỏm bên. Không có răng trên xương lá mía hoặc vòm miệng. Năm lỗ ở mỗi bên của hàm dưới. Xương trước nắp mang nhẵn, ngoại trừ một số răng cưa dễ gãy có da che phủ ở góc. Nắp mang kết thúc bằng 2 điểm tù. Các màng nắp mang liên kết rộng với eo. Lỗ mang thứ nhất bị thắt lại. Xương dưới mang nối với xương vuông bằng da.
Cá chìa vôi có thân hình giống cá điêu hồng, tuy nhiên thân cá dày và vảy có màu vàng óng, chúng có dạng hình cầu, thân dày, vảy vàng óng. Con nặng nhất được bắt đến 14 kg. Một ngư dân từng săn được một cá chìa vôi nặng 10 kg. Sau khi giao phối, cá chìa vôi cái chuyển trứng đã thụ tinh sang cơ thể cá đực và nuôi dưỡng trong mạch máu đến khi chúng thành cá con.
Vây lưng là vũ khí tự vệ của cá phát triển thành đoạn xương cứng chắc, dài bằng gang tay và sắc nhọn và chìa lên trên giống như cây dùng quệt vôi ăn trầu nên được gọi là chìa vôi, cá chìa vôi có vũ khí tự vệ là vây lưng. Khi cá lớn, vây lưng sẽ phát triển thành xương dài và cứng, còn gọi là chìa. Cá chìa vôi lớn có chìa dài cả gang tay, cứng và sắc nhọn. Người ăn trầu trước đây dùng chìa này để quệt vôi nên nó có tên là cá chìa vôi.
Cá sống ở độ nước sâu, thích tĩnh lặng, ăn mồi tạp, chúng còn ăn được các mồi câu làm từ ruột gà, ruột vịt, thịt bò.